# Молома
Моло́ма (Малома) — река в Вологодской и Кировской областях России, правый приток Вятки в бассейне Волги. Длина 419 км, площадь бассейна 12 700 км². Расход воды — 47,7 м³/с (в 196 км от устья).
В устье реки в 7 км выше от вятского города Котельнича находится Шабалинское городище (XII—XVI века).

## Течение

Молома на схеме бассейна Вятки

Исток Моломы находится на границе Кировской и Вологодской областей Российской Федерации. Река протекает по территории Опаринского, Даровского и Котельничского районов Кировской области. На ряде участков служит границей Даровского района с Мурашинским районом, Орловским районом, Котельнического района с Орловским. Река имеет направление с севера на юг, впадает в Вятку в 10 км выше города Котельнич, падение реки от истока до устья — примерно 80 м.

## Гидрология
Среднегодовой расход воды — у деревни Щетиненки 79,1 м³/с. Ледостав с начала ноября до апреля. Половодье в апреле — июне (51 день, 64 % годового стока). Беря начало на севере Северных Увалов, Молома пересекает их в широкой долине. В верхнем и среднем течении ширина долины реки незначительна, в нижнем — увеличивается до 5—10 км. Левобережная пойма в низовьях занята обширными лугами реки Вятки. В этом участке пойма реки нуждается в осушительной мелиорации. Молома протекает в постоянном устойчивом русле с малоразмытыми берегами, покрытыми кустарниками и лесом. В бассейне реки — свыше 100 малых озёр. Питание преимущественно снеговое. У села Юрьева Молома соединена с протокой Вятки Старая Вятка.
Русло Моломы не очень извилистое, его ширина в межень — от 30—50 до 100 м, глубина на перекатах — не более 0,5 м. Судоходство возможно только в паводковый период — весной и осенью, на 302 км от устья.
Наиболее крупные населённые пункты, стоящие на Моломе: сёла Молома, Окатьево, Спасское, Курино, Юрьево. Ближе к устью, реку пересекает федеральная автомобильная дорога А119 «Вятка».
Городов на берегах Моломы не расположено, поэтому вода в реке относительно чистая. Молома является объектом водного туризма.
Историческое значение реки заключается в том, что через неё первые русские поселенцы в XI веке достигали берегов Вятки. Маршрут проходил по рекам Северная Двина — Юг — Молома — Вятка.

## Притоки
Основные притоки: левые — Маромица, Кузюг, Шубрюг; правые — Паломица, Волманга, Вонданка, Кобра, Ночная Черняница .
(км от устья)
- 26 км: ручей Чёрный (лв)
- 28 км: река Дубяна (лв)
- 31 км: река Ночная Черняница (пр)
- 44 км: река Вочка (лв)
- 45 км: река Говоруха (пр)
- 50 км: река Куринка (пр)
- 66 км: река Спасска (пр)
- 70 км: река Твёрдая (лв)
- 76 км: река Чёрная (лв)
- 83 км: река без названия (пр)
- 104 км: река Стрельня (лв)
- 106 км: река Кобра (пр)
- 121 км: река Черёмушка (пр)
- 123 км: река Осановка (лв)
- 133 км: река Кленовица (пр)
- 137 км: река Боровица (лв)
- 154 км: река Шубрюг (лв)
- 159 км: река Чёрная (лв)
- 162 км: река Рубка (пр)
- 177 км: река Берёзовка (пр)
- 179 км: река Вонданка (пр)
- 186 км: река Чемелки (пр)
- 206 км: река Ковырза (пр)
- 207 км: река Малая Хвойка (лв)
- 208 км: река Хвойка (пр)
- 218 км: река Плоская (лв)
- 221 км: река Волгарица (лв)
- 238 км: река Стрелка (пр)
- 244 км: река Полдневая (лв)
- 244 км: река Стрелка (пр)
- 255 км: река Мамошинка (лв)
- 274 км: река Кузюг (лв)
- 278 км: река Чалбун (лв)
- 295 км: река Верлюг (лв)
- 305 км: река Волманга (пр)
- 318 км: река Холоватка (лв)
- 329 км: река Большая Каска (пр)
- 334 км: река Маромица (лв)
- 356 км: река Кая (лв)
- 359 км: река Паломица (пр)
- 377 км: река Былина (лв)
- 384 км: река Ертач (пр)
- 391 км: река Паломка (пр)